# Чинин, Николай Степанович
Николай Степанович Чинин (25 сентября 1922, Алгасово, Тамбовская губерния — 19 января 1980) — сапёр 368-го отдельного саперного батальона, ефрейтор. Герой Советского Союза.

## Биография
Родился 25 сентября 1922 года в селе Алгасово (ныне — Моршанского района Тамбовской области). Окончив пять классов сельской школы, стал работать в колхозе имени Лотикова, окончил курсы трактористов. В 1940 году уехал в Москву, работал грузчиком, на следующий год возвратился в колхоз.
В октябре 1941 года был призван в Красную Армию. С февраля 1942 года участвовал в боях с захватчиками на Брянском фронте. В сентябре 1942 года в составе 368-го отдельного сапёрного батальона 240-й стрелковой дивизии прибыл на Воронежский фронт. Участвовал в боях под городом Курском, освобождал города Белгород, Сумы. Член ВКП(б)/КПСС с 1943 года. Особо отличился при форсировании реки Днепр.
В ночь на 27 сентября 1943 года ефрейтор Чинин провёл инженерную разведку участка переправы через реку Днепр в районе села Лютеж на правом берегу реки и доставил ценные сведения командованию. Во время форсирования реки частями дивизии с 28 сентября по 6 октября вместе с красноармейцем Забояркиным сделал 18 рейсов на лодке, переправив свыше 200 бойцов с оружием и боеприпасами. Будучи раненым в ногу ещё в первый день в пятом рейсе, продолжал боевую работу ещё несколько дней.
На излечение был направлен в госпиталь в город Тамбов. Здесь узнал о высокой награде.
Указом Президиума Верховного Совета СССР от 13 ноября 1943 года за успешное форсирование реки Днепр, прочное закрепление плацдарма на западном берегу реки Днепр и проявленные при этом отвагу и геройство ефрейтору Чинину Николаю Степановичу присвоено звание Героя Советского Союза с вручением ордена Ленина и медали «Золотая Звезда».
В госпитале пробыл до февраля 1944 года. После выздоровления был направлен на учёбу в Тамбовское кавалерийское училище. Здесь встретил день Победы. В сентябре 1945 года старший сержант Николай Чинин был направлен в 4-й казачий кавалерийский корпус на должность помощника командира взвода, откуда вскоре был демобилизован.
Вернулся на родину. Работал инспектором отдела МВД в селе Алгасово. Позднее уехал в село Кузнецово Раменского района Московской области. Трудился механизатором в совхозах «Раменское», «Бояркино», а потом слесарем в депо Москва-Сортировочная.
Скончался 19 января 1980 года. Похоронен на кладбище деревни Кузнецово Раменского района.
Награждён орденом Ленина, медалями.
В городе Раменское, на площади Победы у Вечного огня установлена гранитная плита, на которой высечено имя Героя.